# Heribert Meisel

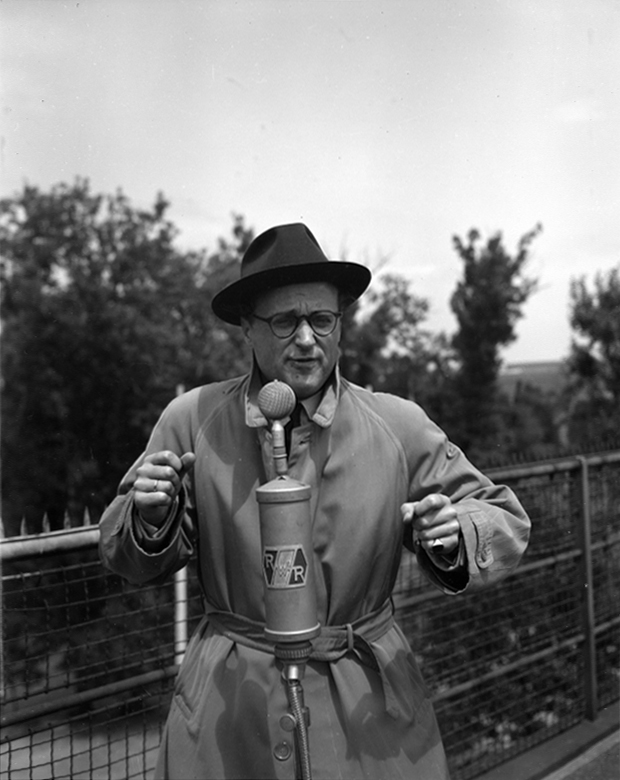
Heribert Meisel kommentiert eine Sportveranstaltung (1949)

Heribert Meisel (* 15. Oktober 1920 in Baden bei Wien; † 31. Oktober 1966 in Wien) war ein österreichischer Sportjournalist. Am 24. August 1963 moderierte er die erste Ausgabe der ZDF-Sendung das aktuelle sportstudio.

## Leben
Schon als Gymnasiast, so wird berichtet, verfasste er seine ersten Sportberichte für eine Soldatenzeitung. Die journalistische Karriere Meisels begann 1945 bei der Salzkammergut Zeitung. Ab 1946 war er beim US-amerikanisch kontrollierten Radiosender Rot-Weiß-Rot, wo er ursprünglich aushilfsweise von einem Radrennen berichtete und die Gelegenheit nutzte, um auf sich aufmerksam zu machen. Nach der Auflösung des Senders 1955 schloss er sich dem weiland noch als Österreichisches Rundspruchwesen firmierenden Österreichischen Rundfunk als Sportkommentator an. Von 1954 bis zu seinem Tod war er auch Leiter des Sportressorts des Kurier und Sportkommentator beim österreichischen Rundfunk. Zwischen 1952 und 1961 hatte er vier kleinere Rollen in Spielfilmen inne, vor allem als Reporter.
1954 berichtete Meisel, assistiert von Edi Finger, für Österreich von der Fußballweltmeisterschaft in der Schweiz, wo er im selben Hotel wohnte wie der zwei Jahre ältere deutsche Herbert Zimmermann vom NWDR. Nach dem deutschen Halbfinal-6:1 gegen Österreich, aber noch vor dem Finale meinte Zimmermann, dass bald ein ganz besonderes Spiel „Deutschland gegen die übrige Welt“ fällig sei. „Als ich das hörte, konnte ich in dem Hotel nicht länger wohnen bleiben“, berichtete Meisel. „Ich zog aus …“.
Im Oktober 1961 erfand Meisel anlässlich eines 2:1-Sieges bei einem Ländermatch gegen Ungarn in Wien den seither österreich-typischen dreifachen „Tor-Toor-Tooor“-Ruf. Im Fernsehbereich leitete Meisel ab 4. März 1963 mit seiner innovativen Sendung Sportstammtisch am Montagabend eine neue Ära ein und war im selben Jahr auch erster Moderator der Sendung Das aktuelle Sportstudio des ZDF. Meisels letzte große Reportage war die Berichterstattung vom Match gegen England auf dem weiland als schier heilig angesehenen Rasen des Wembley-Stadions, das Österreich am 20. Oktober 1965 mit 3:2 gewann.
Zuletzt litt Heribert Meisel an Knochenkrebs, schrieb aber vom Spitalsbett aus weiterhin seine Zeitungskolumnen. Da er im Krankheitsverlauf zur Linderung seiner Schmerzen zunehmend unter dem Einfluss schwerer Morphine stand, wurden seine Texte kryptischer und konnten nicht mehr in Druck gehen. Chefredakteur Hugo Portisch wollte vermeiden, dass sein verdienter Mitarbeiter möglicherweise eines Tages die Zeitung aufschlagen würde und die Absenz seiner Kolumne bemerkt, und ließ deshalb täglich einige Kurier-Exemplare drucken, die nur ins Kaiser-Franz-Josef-Spital geliefert wurden. So konnte der Sportreporter bis zum letzten Tag seines Lebens seine Kommentare lesen.
Heribert Meisel starb am 31. Oktober 1966 im Alter von nur 46 Jahren; er wurde am 7. November 1966 auf dem Stadtpfarrfriedhof Baden zur letzten Ruhe bestattet.
1967 wurde der seit 1958 für das nationale Fernsehen tätige Kurt Jeschko (1919–1973) Chefkommentator. Er übernahm die Leitung des an Meisels Sportstammtisch angelehnten, neu geschaffenen vierzehntäglichen Formats Im Sportcasino.
Durch den kabarettreifen, aber fachlich durchaus zutreffenden Kommentarstil erreichten Heribert Meisels Hörfunkübertragungen von Fußballspielen in seiner Heimat Kultstatus. Meisels langjähriger Kollege Edi Finger (1924–1989) pflegte nach dessen frühem Tod seinen Stil weiter, wiewohl etwas deftiger, und setzte sich selbst mit der legendären Reportage vom Wunder von Córdoba ein Denkmal.
Im Jahr 2006 wurde in Wien im sogenannten Fußballerviertel von Floridsdorf (21. Wiener Gemeindebezirk) die Heribert-Meisel-Gasse nach ihm benannt.

## Ehrungen
Am 8. September 1966 wurde ihm an seinem Krankenbett durch Unterrichtsminister Theodor Piffl-Percevic das Goldene Verdienstzeichen der Republik Österreich, welches ihm am 14. Juli 1966 durch Bundespräsident Franz Jonas verliehen worden war, überreicht.

## Sachbücher (Auswahl)
- —, Ernst Mühlberger, Kurt Dobbratz: Das war Oslo (1952)
- Tor! Toor! Tooor! Erlebnisse eines Sportreporters (1954; zweite Auflage 1959)
- Olympia 1960. Die Jugend der Welt in Rom und Squaw Valley. Ein vollständiger Bericht (1960)
- Sportkanonen gezaust und gezeichnet (1961)
- Fussball 1962 (1962)
- —, Hans-Jürgen Winkler: Olympia 1964. Die Jugend der Welt in Innsbruck und Tokio. Ein vollständiger Bericht mit Beiträgen namhafter Sport- und Bild-Reporter (1964)
- —, Hans-Jürgen Winkler: Fussball 66. Weltmeisterschaft, Bundesliga, Europa-Pokale. Mit Beiträgen namhafter Sportjournalisten (1966)

## Filmografie
- 1952: 1. April 2000 (Spielfilm)
- 1954: Weg in die Vergangenheit (Spielfilm)
- 1958: Menschen, Meter und Sekunden (Dokumentarfilm, Regie)
- 1958: Hinein! Fussball – Weltmeisterschaft 1958 (Dokumentarfilm, Kommentator)
- 1959: Menschen in der Spur (Kurzdokumentarfilm, Regie)
- 1960: Menschen, Hoffnungen, Medaillen (Dokumentarfilm über Olympische Winterspiele 1960, Regie)[7]
- 1961: Ein Stern fällt vom Himmel (Spielfilm)
- 1965: Der weiße Rausch einst und jetzt (Dokumentarfilm über Skifahren, Sprecher)[8]

## Tonträger
- Star-Reporter Heribert Meisel und die Fußball-Fans – Achtung, Schuß und … Tor! (LP)
- Hubert von Goisern hat Ausschnitte der Radioübertragung des WM-1954-Viertelfinalsieges gegen die Schweiz in seinem Lied Rotz und Wasser zu einem posthumen Duett Heribert Meisels mit Hubert von Goiserns Ziehharmonika und Band verarbeitet (CD S’Nix)
- Das war Heribert Meisel. (Tonträger; Schallplatte). Amadeo, s. l. s. a., OBV.

## Zitate
- „Die Wut im Bauch ist nicht das schlechteste Doping im Sport.“
- „Der Probst ist ja bei Liebrich so was von aufgehoben, als wäre er ein Wickelkind und der Liebrich seine Mutter.“[9] (Radiokommentar zum WM-Halbfinale am 30. Juni 1954 in Basel zwischen Deutschland und Österreich).